# Selva Lacandona

La Selva Lacandona è una foresta che sorge nello Stato del Chiapas, in Messico.
L'area è abitata dalla popolazione maya Lacandón, da cui prende il nome.